# Nibiru: Wysłannik Bogów

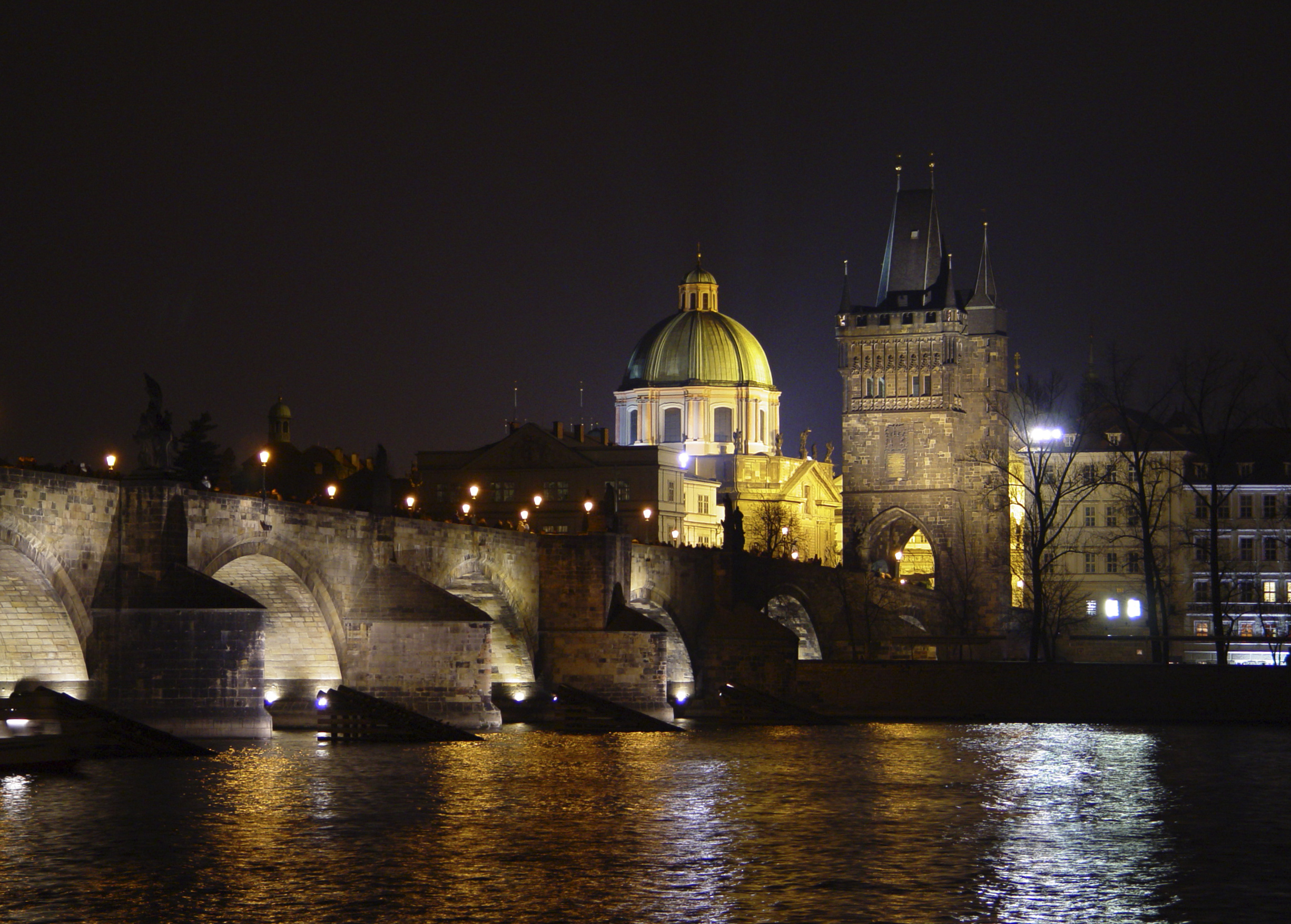
Most Karola w Pradze nocą – wiernie odtworzony przez twórców gry

Nibiru: Wysłannik Bogów (ang. Nibiru: Age of Secrets) – komputerowa gra przygodowa z 2005 roku wydana na świecie przez Dreamcatcher, a w Polsce przez OniGames. Produkcja czeskiego studia Future Games łączy motywy kryminału oraz science-fiction i opowiada historię przypadkowo odkopanego, niemieckiego tajnego bunkra z czasów II wojny światowej.

## Fabuła
Gra zaczyna się w momencie, gdy Martin Holan, młody absolwent archeologii i lingwistyki, odbiera w pracy telefon od swego wujka, François de Wilde. Dowiaduje się od niego, że w gdzieś Czechach przy budowie nowej autostrady odkryto poniemiecki bunkier z czasów II wojny światowej, który zdaniem de Wilde'a może kryć bardzo cenne znaleziska. Zainteresowany Holan po pracy udaje się do wujka, który przekonuje go, że w bunkrze może znajdować się tajne laboratorium, w którym Niemcy pracowali nad bardzo zaawansowaną technologią, wykorzystując wiedzę o osiągnięciach cywilizacji Majów. Ze względu na podeszły wiek de Wilde nie może jednak udać się tam osobiście, dlatego wysyła siostrzeńca, aby zbadał teren i później zdał mu relacje z tego, co widział.
Holan jest zdziwiony pośpiechem wujka, który już kupił mu bilet lotniczy do Pragi na wieczór tego samego dnia. Zaaranżował też spotkanie z pracowniczką praskich archiwów, Barborą Kańską, która ma dać chłopakowi przepustkę na teren bunkra. Po przybyciu do czeskiej stolicy okazuje się jednak, że kobieta nie zjawiła się w umówionym miejscu, czyli pod posągiem św. Tomasza na Moście Karola. Od ulicznego malarza Holan dowiaduje się, że Barbora zachowywała się bardzo niespokojnie i odeszła przed jego przybyciem. Zadzwoniwszy do wujka z telefonu komórkowego, chłopak otrzymuje adres Barbory i postanawia tam się udać.
Kobieta nie odbiera jednak domofonu. Po kilku próbach z innymi mieszkańcami kamienicy, jeden z nich wpuszcza Holana do środka. Nikt jednak nie otwiera drzwi do mieszkania, a po użyciu dzwonka gaśnie światło. Zdesperowany chłopak podejmuje się niebezpiecznego czynu i na linie zjeżdża ze strychu do okna mieszkania Barbory. Chwilę potem trafi przytomność. Po przebudzeniu się o poranku, Holan widzi wokół siebie zdemolowane mieszkanie. Po wejściu do łazienki znajduje Barborę martwą w wannie.
Pod kamienicę przybywa policja. Holan ucieka z mieszkania i w porozumieniu z wujkiem udaje się do Centralnych Archiwów Miejskich, gdzie dzięki legitymacji służbowej Barbory znalezionej w mieszkaniu i pomocy pewnego emeryta wchodzi do biura zamordowanej kobiety. Tam odnajduje zgodę na wejście na teren bunkra, którą miał od niej dostać. Pocztą kanałową wydobywa także historyczny, niemiecki dokument o tajnym projekcie N.I.B.I.R.U. z 1945 roku. Następnie udaje się do biura prezesa archiwów, od którego uzyskuje pieczątkę na pozwoleniu, po czym udaje się w podróż do zachodnich Czech, gdzie znajduje się odkopany bunkier.
Na miejscu okazuje się, że sytuacja jest dużo bardziej skomplikowana niż się spodziewano: wejścia na teren wykopalisk pilnuje wojsko, a w okolicy znaleziono niewybuchy min z czasów II wojny światowej. Z tego powodu wchodzenie do bunkra jest zabronione, a Holan może poruszać się tylko po obozie wojskowym. Tam spotyka podejrzanego człowieka, podającego się za czeskiego archeologa o nazwisku Peter Stašek. Umawia się z nim na wspólną, nocną akcję, kiedy pod osłoną ciemności zmylą żołnierza strzegącego wejścia do bunkra i wejdą tam obaj. Okazuje się jednak, że o omówionej porze Stašek nie przychodzi na miejsce spotkania. Holan postanawia działać na własną rękę. Od żołnierza pilnującego bramy dowiaduje się, że w starej szopie znajduje się wyłącznik lamp oświetlających cały obóz. Podaje głodnemu żołnierzowi potrawkę z przeterminowanej fasolki i grzybów, aby odciągnąć go od bramy i tak dostaje się do namiotu majora, gdzie kradnie jego klucze do szopy. Tam Holan przez przypadek odnajduje ciało mężczyzny, którego dokumenty wystawione są na nazwisko Peter Stašek. Do głównego bohatera dociera, że poprzedniego dnia rozmawiał z mordercą Staška, podszywającym się pod jego personalia, a prawdopodobnie także z zabójcą Barbory, który tak jak on interesuje się odkrytym bunkrem.
Po wyłączeniu świateł Holan przedostaje się do bunkra, w którym przechodzi przez wielkie, stalowe drzwi z mechanizmem otwierającym na kształt swastyki. Ponieważ bunkier spowijają kompletne ciemności, Holan uruchamia stojący tuż za drzwiami silnik benzynowy, zasilający oświetlenie w środku. W bunkrze Martin odnajduje archiwum, gdzie w jego ręce wpada układanka w rodzaju magnetycznych puzzli, które trzeba ułożyć w specjalnym portalu, aby przedostać się do podziemnego laboratorium. Za archiwum mieści się jeszcze jedno, małe pomieszczenie, osobisty pokój zastępcy dyrektora projektu N.I.B.I.R.U., dr. Dietricha Raumharta. Po wysadzeniu betonowych wrót za pomocą dynamitu wziętego z niemieckiego składu broni położonego po drugiej stronie korytarza, Holan dostaje się do środka. Zabiera dziennik Raumharta, a także za pomocą kodu zapisanego w dzienniku i kluczyka znalezionego w laboratorium dostaje się do sejfu, w którym niemiecki naukowiec ukrył tajemniczą statuetkę, przypominającą jednego z pogańskich bogów Majów. Gdy Holan udaje się już z zamiarem wyjścia z bunkra, spotyka człowieka, który wcześniej podawał się jako Peter Stašek. Jest uzbrojony w pistolet i żąda oddania dziennika dr. Raumharta oraz statuetki. Holan, zdziwiony, skąd morderca wie o jego znaleziskach, skoro nie mógł dotrzeć tam przed nim, stosuje wytrych, rzucając statuetkę pod zamknięty szyb, po czym otwiera go dźwignią i zrzuca na mężczyznę skrzynkę. Potem ucieka z bunkra.
Po powrocie do Francji Holan starannie opowiada wujkowi o wszystkim, co widział w bunkrze. Obaj rozumieją, że ktoś bardzo groźny interesuje się tą sprawą z nieznanych dla nich przyczyn. Statuetka, którą chłopak znalazł w Czechach, okazuje się być jedną z trzech statuetek życia, używanych niegdyś przez Majów w ramach kultu religijnego w Świątyni Bogów. Jednak od czasów kolonizacji Ameryki przez Europejczyków świątynia popadła w zapomnienie, a statuetki rozpierzchły się do całym świecie. Jedną, odnalezioną przez Holana, Niemcy odkryli w czasie ekspedycji do Meksyku w latach 30. i przywieźli do Europy razem z maszyną, której pozostałości chłopak widział w laboratorium. Drugą de Wilde zdobył w czasie swoich wypraw do Ameryki Łacińskiej w czasach młodości i przetrzymuje w sejfie, a trzecia znajduje się gdzieś w podziemiach Świątyni Świtu. Właśnie ona jest celem kolejnej podróży Holana, zaplanowanej przez jego wujka.
Po powrocie na ląd z wyspy, na której mieszka de Wilde, Holan zostaje obezwładniony przez mężczyznę, którego widział w bunkrze. Okazuje się, że jest on synem dr. Raumharta, w momencie akcji gry studwulatka, planującego dokończyć swoje dzieło po wielu dekadach i uruchomić sprowadzoną z Meksyku maszynę, którą tuż przed pomyślnym zakończeniem projektu musiał ewakuować z Czech w obliczu zbliżających się pod koniec wojny Sowietów. Starzec próbuje zastraszyć Holana i odbiera mu statuetkę oraz swój dziennik. Chłopak ucieka z magazynu, w którym przestępcy pozostawili na niego śmiertelną pułapkę i udaje się z powrotem do swojego wujka, podejrzewając, że może on być kolejnym celem morderców.

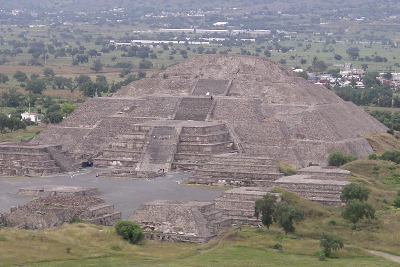
Piramida Księżyca w Teotihuacán, na której wzorowali się twórcy gry, projektując lokacje z fikcyjną Świątynią Świtu i Świątynią Bogów

Pod domem de Wilde'a stoi już jednak policjant. Holan dowiaduje się, że jego wujek nie żyje, a śledczy podejrzewają samobójstwo. Chłopak przekazuje detektywowi pismo, które dostał od wujka, aby udowodnić, że rzekomy list pożegnalny pozostawiony przez zmarłego jest falsyfikatem. W zamiar za cenny dowód rzeczowy policjant pozwala Holanowi wejść do środka. Tam chłopak ogląda obrys ciała swojego wujka, znajduje rzeczy, które chciał mu on ofiarować przed podróżą do Meksyku: mapę z informacjami o systemie numerycznym Majów i bilet lotniczy, a także otwiera sejf, jednak okazuje się, że Raumhartowie już się tam dostali i skradli drugą statuetkę. Po powrocie na ląd Holan odnajduje mordercę w hotelu Safron i uświadamia sobie, że przez cały czas od powrotu z Czech był śledzony. Udaje mu się jednak wywołać w hotelu fałszywy alarm przeciwpożarowy i dzięki temu ukraść obie statuetki z walizki młodszego Raumharta.
Rozpoczyna się podróż Holana do Meksyku. Przybywszy do małego miasteczka Tecolut, chłopak odnajduje przyjaciela z dawnych lat swojego wujka w miejscowej knajpie. Rankiem następnego dnia Holan kupuje na rynku dziwną statuetkę, po czym wyrusza samochodem pożyczonym od znajomego wujka do Świątyni Świtu. Tam robi przysługę brytyjskiemu turyście, wykonując kilka zdjęć wewnątrz piramidy, do której zostaje wpuszczony przez badaczy dzięki temu, że sam jest z wykształcenia archeologiem. W zamian otrzymuje od turysty drugą statuetkę, podobną do tej kupionej w Tecolut. Wykorzystując obie z nich uruchamia starożytny mechanizm, docierając do minigry polegającej na ułożeniu zielonych, białych, czerwonych i żółtych kulek w oddzielnych rzędach. Po ukończeniu układanki Holan zabiera szmaragd, który pojawił się na pulpicie. Zwiedzając wykopaliska, spotyka Pedro, robotnika, który chce zdobyć rzekomo trzymane w piramidach złoto. Mężczyźni umawiają się na wspólną eksplorację w nocy.
Po powrocie do Tecolut Holana zaczepia mały chłopiec z wiadomością, że ktoś czeka na niego w barze. Tam okazuje się, że to dr Raumhart. Staruszek przeczuwa zbliżającą się śmierć i niespodziewanie ostrzega Holana przed swoim synem. Nakazuje mu zniszczyć maszynę ukrytą w Świątyni Bogów, aby jego syn nie mógł jej wykorzystać w nieetyczny sposób. Poleca mu także udać się do wioski Białego Niedźwiedzia, najstarszego z żyjących Majów. Tak czyniąc, Holan dowiaduje się, że jest Wysłannikiem Bogów, na którego Majowie czekali tysiące lat. Nie bardzo wierząc w tę historię, otrzymuje od Białego Niedźwiedzia amulet, który ma mu pomóc w wypełnieniu jego misji. Po powrocie do Tecolut tylko po to, aby zabrać przygotowane przez znajomego wujka rzeczy przydatne w czasie wyprawy, rusza znowu do Świątyni Świtu, tym razem nocą.
Tam już czeka na niego Pedro. Holan otrzymuje od niego jednak niewiele informacji na temat tego, jak dostać się do środka. Chłopak odkrywa, że po włożeniu szmaragdu do specjalnego otworu, starożytny mechanizm rzuca promienie na trzy miejsca. Na jednym z nich staje on sam, na drugim Pedro, a na trzecim kładą kamień. W ten sposób otwiera się przejście do podziemi. Po ułożeniu układanki wysuwającej schody, Holanowi udaje się wprawić w ruch skomplikowany mechanizm wodny. Tak dostaje się do sekretnego pomieszczenia, gdzie znajduje się trzecia statuetka i kilka złotych artefaktów. Za pomocą informacji o systemie liczbowym Majów podarowanych mu przez wujka razem z mapą wyłącza specjalne zabezpieczenie przewidziane przez Majów, które ma zabić każdego, kto nieuprawniony podniesie statuetkę. Całe złoto Holan oddaje Pedro, po czym z kompletem statuetek wraca do Białego Niedźwiedzia. Ten wskazuje mu na mapie lokalizację zapomnianej w gęstej dżungli Świątyni Bogów. To tam znajduje się cel jego podróży.
Holan udaje się do ostatniej lokacji w grze. Dostępu do wnętrza świątyni broni kolejny mechanizm-układanka. Po jego sforsowaniu wewnątrz piramidy Holan znajduje jedyny na świecie egzemplarz N.I.B.I.R.U. – maszyny niezbudowanej przez człowieka, na którą składa się pojemnik wypełniony zielonkawą cieczą, w której pływa pozaziemskie stworzenie oraz zaawansowana aparatura podtrzymująca je przy życiu. Chłopak umieszcza na specjalnych pulpitach wszystkie trzy statuetki, chcąc odkryć ostateczną tajemnicę N.I.B.I.R.U. Wtedy pojawia się syn Raumharta, ponownie uzbrojony, który śledził Holana aż do tego momentu. Wyjawia on młodzieńcowi, że chciał zdobyć N.I.B.I.R.U., aby stać się najbogatszym człowiekiem na świecie, w przeciwieństwie do jego ojca, któremu chodziło o udowodnienie istnienia życia pozaziemskiego. Morderca strzela do Holana, trafiając go w ramię. Potem wyjmuje z N.I.B.I.R.U. tajemniczą, niebieską kulę, która najwyraźniej rozumiejąc, że trafiła w niepowołane ręce, spala go żywcem. Następnie toczy się w stronę Holana, stopniowo gasnąc. W tym momencie pozaziemskie stworzenie wewnątrz N.I.B.I.R.U. umiera.
W końcowej cutscence, po powrocie z Meksyku i wyleczeniu z ran, główny bohater udaje się na cmentarz, aby nawiedzić grób de Wilde'a. Kładzie na nim tajemniczą kulę z N.I.B.I.R.U. – cel życia swojego wujka.

## Rozgrywka
Nibiru jest klasyczną gra przygodową z podgatunku point and click. Rozgrywka opiera się na eksplorowaniu kolejnych plansz i odnajdywaniu na nich kluczowych przedmiotów, które postać może zebrać lub wejść z nimi w inną interakcję. Kliknięcie prawym przyciskiem myszy uruchamia niekiedy specjalne opcje wykorzystania obiektu, których bohater na pierwszy rzut oka (przy kliknięciu lewym przyciskiem myszy) nie zauważył. Zebrane przedmioty są widoczne w ekwipunku u dołu ekranu. W wielu przypadkach trzeba je ze sobą łączyć, albo ofiarować spotkanej w grze postaci niezależnej. Drugim elementem rozgrywki jest przeprowadzania rozmów z innymi postaciami, z których główny bohater otrzymuje informacje niezbędne, aby pchnąć fabułę do przodu.